# Alexandru Bantoș
Alexandru Bantoș (n. 23 iunie 1950, Hiliuți, raionul Rîșcani, RSS Moldovenească, URSS – d. 28 martie 2025) a fost un publicist moldovean, editor, redactor-șef al revistei de știință și cultură „Limba Română”, director al Casei Limbii Române „Nichita Stănescu”.

## Biografie

### Viața timpurie
Este fiul lui Nichita Bantoș și al Agafiei (născută Bâlici).
Absolvent al Universității de Stat din Moldova, Facultatea de filologie (1973). Colaborator și conducător al unor subdiviziuni redacționale la: Radioteleviziunea Moldovenească (1973-1981), Editura Cartea Moldovenească (1981-1982), ziarul „Tinerimea Moldovei” (1982-1986), revista „Moldova” (1986-1990). 

### Activitatea publicistică
În 1991, împreună cu Nicolae Mătcaș și Ion Dumeniuk, fondează revista de știință și cultură „Limba Română”, prima publicație din istoria Basarabiei ce poartă în titulatură numele corect al limbii noastre. În calitate de redactor-șef adjunct (1991-1993), apoi de redactor-șef (din 1994 până în prezent), asigură plasarea revistei în prim-planul vieții cultural-științifice din Republica Moldova. În cei 20 de ani de la apariția primului număr, „Limba Română” a devenit o instituție de cultură necesară procesului de renaștere națională la est de Prut, fiind apreciată pentru calitatea discursului publicistic pe întregul areal cultural românesc. Abordarea consecventă și cu discernământ de către publicație a unor teme de mare actualitate, implicit cu referință la denumirea corectă a limbii, la istoria noastră adevărată, la integrarea culturală a Basarabiei în spațiul românesc și european, organizarea unor simpozioane și conferințe științifice cu rezonanță internațională, tipărirea unor ediții speciale ale revistei „Limba Română” și a unor lucrări tematice au contribuit la limpezirea multor aspecte legate de identitatea națională a populației majoritare din Republica Moldova. Publică articole, studii, reportaje, eseuri, interviuri etc. vizând diverse aspecte ale reafirmării unității neamului, valorificării patrimoniului lingvistic, literar și cultural autohton. Îngrijește rubrici de revistă, inclusiv cu tematică literară, antrenând la elaborarea lor scriitori, critici și istorici literari, lingviști, publiciști etc. Realizează, în special după 1988, un ciclu de dialoguri cu distinse personalități ale vieții literare, culturale, științifice etc. din Republica Moldova și de peste hotare. Decisive în procesul de promovare și cristalizare a opțiunilor științifice privind redimensionarea moștenirii literare, încetățenirea denumirii corecte a limbii, stabilirea adevărului despre istoria basarabenilor sunt convorbirile cu academicienii Nicolae Corlăteanu, Silviu Berejan, Anatol Ciobanu, Mihai Cimpoi, profesorii Aurelia și Valeriu Rusu, Eugen Holban (Franța), Nicolae Mătcaș, Ion Borșevici, Vasile Pavel, Ion Dediu, scriitorii Grigore Vieru, Ion Ciocanu, Vasile Vasilache, Vladimir Beșleagă, Mihail Gh. Cibotaru ș.a., toate adunate în volumul de autor Retrospectivă necesară (dialoguri abordând originea, trecutul și prezentul limbii și culturii române la est de Prut).

### Activitatea lingvistică
Inițiază și îngrijește, prefațează și coordonează colecția Biblioteca revistei „Limba Română” care numără cca 40 de volume. Remarcăm în acest context antologia Limba română este patria mea (studii, comunicări, documente, ediția I, 1996, 344 p., 6.000 ex. și ediția a II-a revăzută și adăugită, Chișinău, 2007, 352 p.); Contribuția Basarabiei la cultura românească. Toponimie și identitate națională de Eugen Holban (1997, 234 p.); Limba română. Cuvinte și imagini (1997, 228 p.) și Limba română. Limbă, literatură, civilizație (1997, 212 p.), ambele volume semnate de prof. Valeriu Rusu (Franța); Cetăți de pe Nistru. Hotin, Soroca, Tighina, Cetatea Albă (1998, 212 p.), colectiv de autori; Român mi-e neamul, românesc mi-e graiul (1998, 252 p.) de Nicolae Matcaș; Itinerar sociolingvistic de acad. Silviu Berejan (Chișinău, 2007, 240 p.); Anatol Ciobanu, Reflecții lingvistice (Chișinău, 2009, 340 p.); Nicolae Corlăteanu, Testament. Cred în izbânda limbii române. Studii. Comunicări. Memorii (Chișinău, 2010, 256 p.) etc.
De curând a lansat proiectul „Efigii identitare românești” care își propune prin intermediul unor reprezentanți notorii ai lingvisticii și literaturii naționale să ofere o imagine clară și argumentată a reperelor identitare fundamentale ale românilor basarabeni, perseverând asupra cauzelor ce au condus la degradarea limbii române, la erodarea conștiinței naționale a românilor din stânga Prutului. Lucrările editate în cadrul acestui proiect includ articole de polemică, studii, comunicări, dialoguri, abordând denumirea corectă a limbii vorbite de populația majoritară a R. Moldova, precum și a etnonimului corespunzător acestui spațiu. Câteva titluri relevante: Nicolae Mătcaș, Calvarul limbii române din Basarabia, 560 p., antologie și prefață de Alexandru Bantoș; Un lingvist care vine din viitor (Eugeniu Coșeriu și realitățile lingvistice din Republica Moldova), 400 p. de Alexandru Bantoș; Republica Moldova. Între România și Rusia, autor prof. doctor în istorie Dorin Cimpoeșu, 400 p.
Elaborate pe parcursul ultimilor douăzeci de ani de la adoptarea legislației lingvistice în Republica Moldova și de la declararea independenței și suveranității R. Moldova, textele incluse în volume oferă publicului larg șansa de a se iniția, în baza unui bogat material factologic, în anevoioasa problemă de renaștere națională și de reanimare a conștiinței identitare etnice și lingvistice a basarabenilor. 
La revista „Limba Română” a lansat mai multe proiecte culturale, finalizate cu editarea unor numere speciale care au avut un impact direct asupra cunoașterii fenomenelor culturale și sociale de pe cele două maluri ale Prutului (Limba română este numele corect al limbii noastre, „Limba Română”, nr. 4, 1995, număr de revistă precedat de organizarea unei conferințe științifice internaționale cu același generic pe 20-21 iulie 1995; Literatura română din Republica Moldova, „Limba Română”, nr. 8, 1997; Metodica predării limbii și literaturii române în gimnaziu și liceu, „Limba Română”, nr. 2, 1999; Fără magistru – o lume mai mult decât săracă, număr comemorativ Eugen Coșeriu, „Limba Română”, nr. 10, 2002; Itinerare ale identității noastre, incluzând și ediții speciale dedicate unor importante centre de cultură și civilizație românească – Un portret cultural al SUD-ului – județul Călărași, „Limba Română”, nr. 11, 1999; Partea de cer numită Maramureș, „Limba Română”, nr. 3-5, 2000; Bucovina – aura nordică a țării, „Limba Română”, nr. 1-3, 2001).

### Activitate ca funcționar public
Concomitent, Alexandru Bantoș a desfășurat o activitate prodigioasă în cadrul Departamentului de Stat al Limbilor (prim vice-director general: 1992-1994) iar acum conduce Casa Limbii Române (autor de proiect și director din 1998 până în prezent). Remarcăm câteva dintre întrunirile culturale, științifice și literare de rezonanță organizate în ultimul timp (Conferința Științifică „Limba română în Republica Moldova. Dreptul la normalitate” (august 2009); Simpozionul „Și când gândesc la viața-mi…”, Eminescu -160 (ianuarie 2010); Conferința Științifică „Limba - atribut esențial al identității naționale” (februarie 2010);  Simpozionul in memoriam Grigore Vieru „Stropit de slavă ca de sânge” (februarie 2010),  Conferința științifică „Școala națională: recuperarea destinului european” (aprilie 2010), Conferința științifică internațională „Revista Limba Română – două decenii în serviciul culturii naționale” (mai 2011) ș.a.
Eficiența acțiunilor întreprinse de ziaristul, editorul și funcționarul public Alexandru Bantoș în scopul extinderii ariei de utilizare a limbii române și de promovare a valorilor spirituale românești în Republica Moldova, precum și calitatea manifestărilor științifice și culturale organizate la Casa Limbii Române, au solicitat și au pus în valoare profesionalismul și abilitățile lui manageriale.

## Distincții
- Ordinul național „Pentru Merit”, România, 2000.[5]
- Ordinul „Gloria Muncii”, Republica Moldova, 2010.[2]